# Magnières
Magnières est une commune française située dans le département de Meurthe-et-Moselle en région Grand Est.

## Géographie
Magnières est un village du Sud-Est du département de Meurthe-et-Moselle à la limite du département des Vosges, à 47 km de Nancy, 23 km de Lunéville et à 14 km de Rambervillers. Il est arrosé par une rivière descendue des Vosges, la Mortagne, affluent de la Meurthe. La Belvitte arrive à sa confluence avec la Mortagne à Magnières.
| Vallois            | Moyen              | Domptail Vosges         |
| Mattexey           | Magnières          | Saint-Pierremont Vosges |
| Clézentaine Vosges | Deinvillers Vosges | Xaffévillers Vosges     |

### Hydrographie
La commune est dans le bassin versant du Rhin au sein du bassin Rhin-Meuse. Elle est drainée par la Mortagne, le ruisseau de Belvitte, le ruisseau de Prelle, le ruisseau du Houzard et le ruisseau du Rayeux,.
La Mortagne, d'une longueur de 75 km, prend sa source dans la commune de Saint-Léonard et se jette  dans la Meurthe à Mont-sur-Meurthe, après avoir traversé 26 communes. 

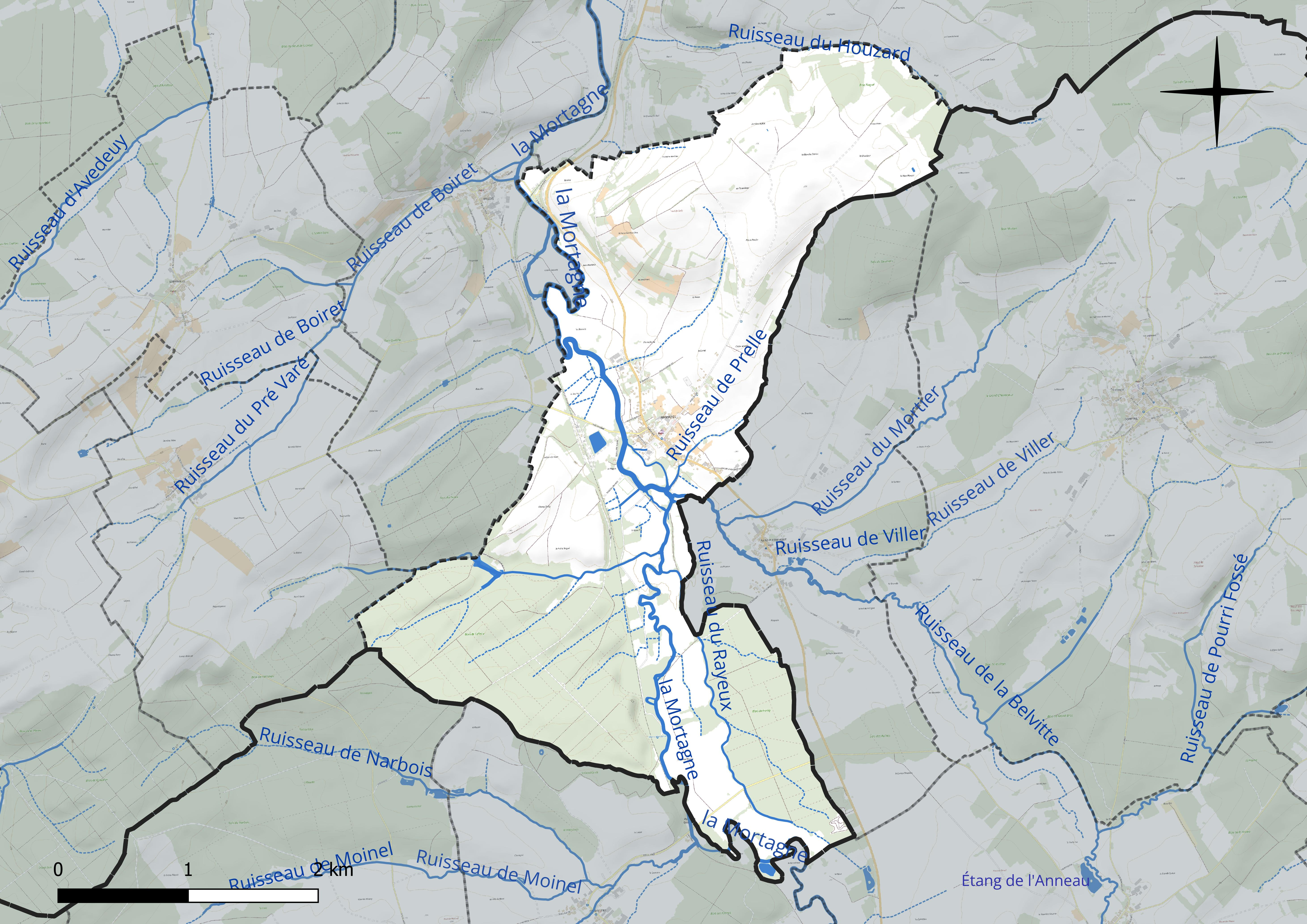
Réseau hydrographique de Magnières.

La Belvitte, d'une longueur de 19 km, prend sa source dans la commune de Sainte-Barbe et se jette  dans la Mortagne sur la commune, après avoir traversé neuf communes. 

### Climat
Pour des articles plus généraux, voir Climat du Grand Est et Climat de Meurthe-et-Moselle.
En 2010, le climat de la commune est de type climat des marges montargnardes, selon une étude du Centre national de la recherche scientifique s'appuyant sur une série de données couvrant la période 1971-2000. En 2020, Météo-France publie une typologie des climats de la France métropolitaine dans laquelle la commune est exposée à un climat semi-continental et est dans une zone de transition entre les régions climatiques « Lorraine, plateau de Langres, Morvan » et « Vosges ». 
Pour la période 1971-2000, la température annuelle moyenne est de 9,6 °C, avec une amplitude thermique annuelle de 17,1 °C. Le cumul annuel moyen de précipitations est de 879 mm, avec 12,3 jours de précipitations en janvier et 9,7 jours en juillet. Pour la période 1991-2020, la température moyenne annuelle observée sur la station météorologique de Météo-France la plus proche, « Roville », sur la commune de Roville-aux-Chênes à 7 km à vol d'oiseau, est de 10,3 °C et le cumul annuel moyen de précipitations est de 833,3 mm. 
La température maximale relevée sur cette station est de 40 °C, atteinte le 25 juillet 2019 ; la température minimale est de −24,5 °C, atteinte le 2 janvier 1971,,. 
Les paramètres climatiques de la commune ont été estimés pour le milieu du siècle (2041-2070) selon différents scénarios d'émission de gaz à effet de serre à partir des nouvelles projections climatiques de référence DRIAS-2020. Ils sont consultables sur un site dédié publié par Météo-France en novembre 2022.

## Urbanisme

### Typologie
Au 1er janvier 2024, Magnières est catégorisée commune rurale à habitat dispersé, selon la nouvelle grille communale de densité à sept niveaux définie par l'Insee en 2022.
Elle est située hors unité urbaine. Par ailleurs la commune fait partie de l'aire d'attraction de Nancy, dont elle est une commune de la couronne,. Cette aire, qui regroupe 353 communes, est catégorisée dans les aires de 200 000 à moins de 700 000 habitants,.

### Occupation des sols
L'occupation des sols de la commune, telle qu'elle ressort de la base de données européenne d’occupation biophysique des sols Corine Land Cover (CLC), est marquée par l'importance des territoires agricoles (61,5 % en 2018), en augmentation par rapport à 1990 (59,7 %). La répartition détaillée en 2018 est la suivante : forêts (35,5 %), terres arables (32,6 %), prairies (23,4 %), zones agricoles hétérogènes (5,5 %), zones urbanisées (3 %). L'évolution de l’occupation des sols de la commune et de ses infrastructures peut être observée sur les différentes représentations cartographiques du territoire : la carte de Cassini (XVIIIe siècle), la carte d'état-major (1820-1866) et les cartes ou photos aériennes de l'IGN pour la période actuelle (1950 à aujourd'hui).

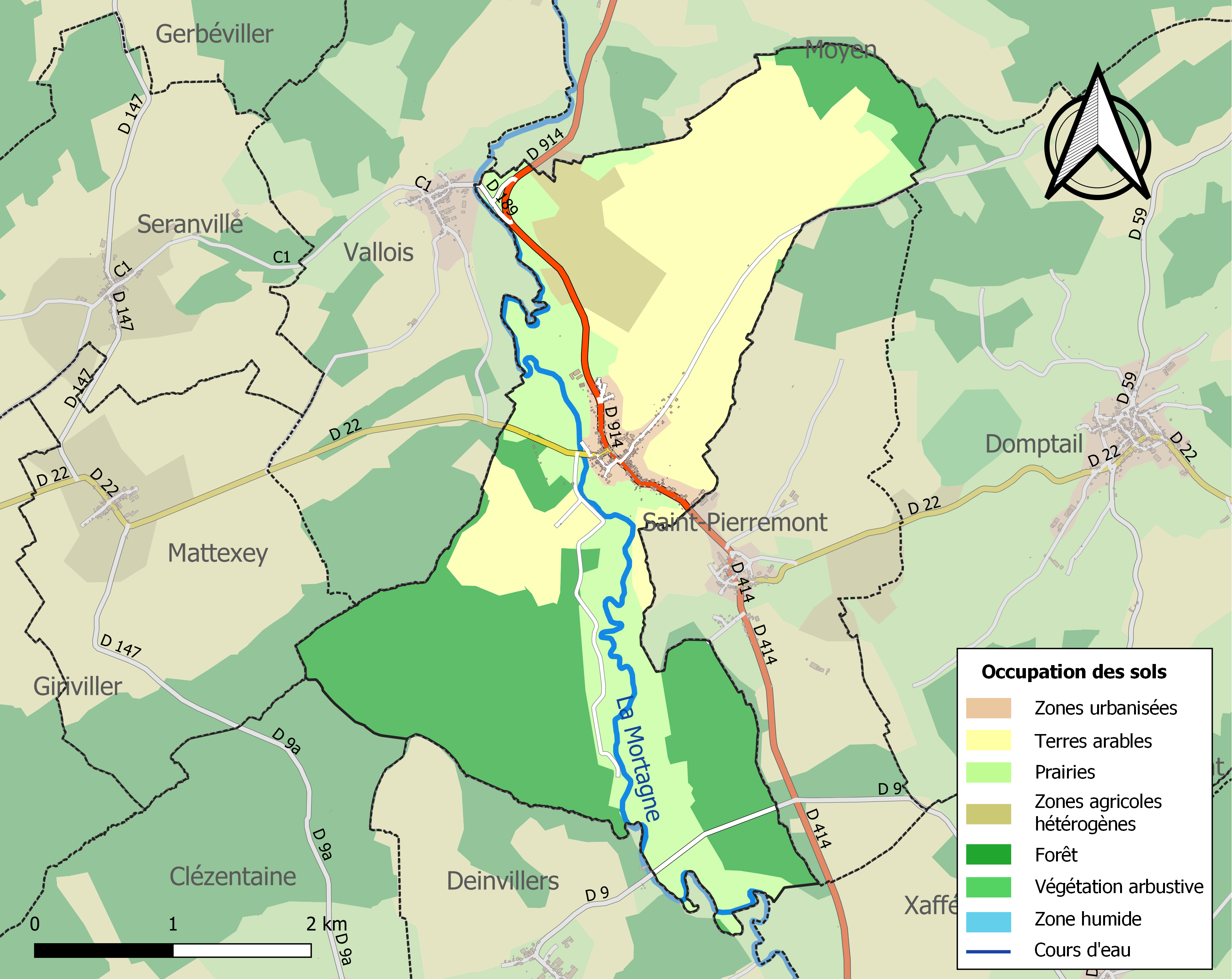
Carte des infrastructures et de l'occupation des sols de la commune en 2018 (CLC).

## Toponymie
Le nom de la localité est attesté sous les formes Feodum de Maigneriis en 1156, de Mainneres en 1171, de Magneres en 1188 ;  Maigneres en 1280 ; Mengnières en 1285 ; Mengnires en 1286 ; Mengniers en 1304 ; Mygnières en 1312 ; Megnières en 1322 ; Meignières en 1324 ; Maingnières en 1352 ; Magniers en 1407.
Magnières viendrait du bas latin Mansionaria qui signifie endroit où l'on demeure dérivé du verbe manere, rester, demeurer.

## Histoire

### Moyen Âge
Une charte de Pierre de Brixey, évêque de Toul, de 1188, indique qu'un nommé Albert d'Epinal, neveu de Thierry de Romont, est devenu possesseur de la moitié de l'alleu et du ban de « Magneres » (Magnières) par suite de l'acquisition qu'il en avait faite sur les seigneurs de Darney. Il donna à l'abbaye de Beaupré la vaine pâture sur tout ce ban pour tous ses bestiaux.
Au mois de mars 1266, Hoart, fils de dame Agnès de Haboudanges et voué de Deneuvre, vend à Henri de Blamont l'héritage qu'il a à Magnières. 
Au mois de janvier 1287, Gérard de Bauch, chevalier, cède au duc Ferry les droits et actions qu'il avait à Magnières, Saint-Pierremont (Vosges) et à Saint-Maurice (sur Mortagne ?).
Le dimanche après la Saint-Denis de l'année 1309, le duc Ferry donne à Henri de Blâmont les fiefs de Magnières et de Martincroix, pour lesquels ledit Henri fait ses reprises auprès du duc.
Le dimanche après la Saint-Epvre, au mois de septembre 1312, les mêmes duc Ferry et Henri de Blâmont font un accord par lequel ce dernier reprend légalement du duc « la forte maison, les fossés et pourpris de Magnières, ensemble tous les alleus et héritages qu'il pourra avoir audit lieu ».
En 1313, Henri de Blâmont voulant prévenir les différends qui pourraient s'élever après sa mort entre ses enfants, tant à cause de sa succession que de celle de Cunégonde, leur mère, fait le partage de ses biens et assigne à Jeanne sa fille ce qu'il lui avait été donné à Magnières.
En 1314, Le prieur de Romont, du consentement de l'abbé et du couvent de Beize, ordre de Saint-Benoit au diocèse de Langres, vend à Henri de Blâmont, pour la somme de 22 livres de toulois, le four banal de Magnières.
En 1323, Burniques de Ristes et Jeanne de Blamont, sa femme qui avait reçu pour héritage la maison forte de Magnières, déclarent que s'ils la rendent à Henri de Blamont ils lui rendront aussi les meubles que ce dernier y avait laissés.
Le 9 février 1351, Thibaut de Blâmont, Henri de Faucogney et Jeanne de Blâmont, sa femme, font un accord par lequel ils conviennent que « le château de Magnières, aves ses pourpris et dépendances, restera Faucogney, ensemble les fiefs de Maixe et Mortagne ».
En 1352, le même Thibaut et Jean de Salm, sire de Puttelanges, à cause de Marguerite de Blâmont, sa femme font un partage par lequel Thibaut emporte tout ce que Marguerite avait à Magnières et dépendances, et Jean le château et le bourg de Châtillon.
En 1407, Eyge, comte de Kibourg, seigneur de Magnières, fait foi et hommage au duc de Lorraine de tout ce que sa femme Jeanne, comtesse de Kibourg, possède à Magnières, ainsi que la moitié de la ville de Mazeley et la forteresse de Romont.

### Ancien régime
En 1597, Jeanne de Ribaupierre, dame de Magnières, déclare qu'au lieu de trois repas qu'elle prétendait lui être dus en qualité de dame dudit lieu, en la maison de Domptail, appartenant à l'abbaye de Senones, elle n'a droit d'en réclamer qu'un.
Un acte paroissial de 1692 mentionne un régent d'école ce qui signifie qu'une école existait à cette date.
On lit dans l'état du temporel des Paroisses de 1710 : « Le lieu de Magnières était autrefois considérable ; c'est un bourg où il y avait foires et marchés, mais qui est à présent ruiné, et ne ressemble guère qu'à un village. On a dit que les seigneurs de Magnières se qualifiaient de barons ». À cette date, la communauté n'est plus composée que de 89 habitants y compris 14 veuves.
En 1712, Marie-Françoise de Bildstein, veuve de Gaspard de Franc, vivant commandant du régiment de Bourbon pour le service du roi, tant en son nom que comme gardienne noble de Nicolas de Franc son fils, fait ses foi et hommage pour la terre et seigneurie de Magnières, dont elle possède les trois quarts et son fils l'autre.
Arrivée en 1763 de Dominique O'Heguerty à Magnières en provenance de Paris. C'est un réfugié jacobite d'origine irlandaise. Il sera nommé comte le 29 avril 1765. Cet homme illustre  en son temps, qui aura tour à tour été armateur, négociant, écrivain, agronome se sera aussi fait connaître pour son soutien sans faille à la famille Stuart d'Angleterre, organisateur des expéditions militaires pour reconquérir les trônes en 1745 et 1759. Il est de surcroît un des membres fondateurs de la première loge maçonnique civile de Dunkerque en 1721 puis de la première loge parisienne Saint Thomas no 1 en 1725, loge presque essentiellement constituées de réfugiés jacobites et de quelques nobles français. Il décède à Magnières le 15 novembre 1789,.
En 1768, il y avait plusieurs chapelles dans la commune dont voici l'inventaire :
- Chapelle de Saint-Georges ; collateur (celui qui percevait les taxes et autres dons)  famille Noël, de Magnières ;
- Chapelle de Sainte-Croix ; collateur, le seigneur du lieu ;
- Chapelle de Saint- Catherine fondée le 20 juin 1515 par Catherine d'Haraucourt, épouse d'Etienne de Tuillières, seigneur de Magnières ;
- Chapelle du Château sous l'invocation de sainte Barbe ;
- Chapelle de l'hôpital de Saint-Antoine, devant la halle ;
- Ermitage de Notre-Dame de Montfort, chef lieu des ermites de la congrégation de Saint-Jean-Baptiste au diocèse de Toul.

En 1772 parait une annonce de la vente en totalité des biens seigneuriaux de Magnières.
Dominique O'Heguerty fait également ses foi et hommage pour le comté de Magnières en 1773 qui est "composé de la terre et seigneurie patrimoniale de Magnières, consistant en haute, moyenne et basse justice, sans part d'autrui, château, bâtiments, aisances et droits en dépendant; en la moitié de la terre et seigneurie de Domptail..., en la haute vouerie (voerie) de Rambervillers, le tout ayant été uni par lettres patentes du roi de Pologne, du 29 avril 1763 pour ne former qu'un seul et même corps de fief, créé, érigé et décoré du titre de comté, sous la qualification de comté de Magnières. Les armes de ce comté étaient " d'argent à un chêne arraché de sinople au chef de gueules chargé de trois tourterelles d'argent, et pour cimier un dextrochère armé d'un sabre d'argent garni d'or avec cette devise : Nec Flectitur, Nec Mutant."

### Révolution française et Empire
Une émeute à Magnières se produit en 1790 au sujet de la libre circulation des grains
Le village est érigé en succursale avec Saint-Pierremont pour annexe en 1802. La population est de 620 habitants, pour 115 feux.

### Période moderne
La population est de 719 habitants pour 183 feux pour l'année 1822.
En 1837, Joseph Mathieu, charpentier à Magnières, créé pour ses propres besoins un véhicule automobile qu'il utilise pendant plusieurs années.
Selon le recensement de 1853, la population est de 749 habitants dont 97 électeurs censitaires, 12 conseillers municipaux et 212 feux. Le nombre d'enfants scolarisés est de 160 en hiver et 62 en été. La surface territoriale est de 1 157 hectares dont 502 en terres labourables, 244 en prés, 31 en vignes, et 316 en bois.
Dans la monographie de 1888 et concernant l'année 1887, la commune compte 34 hectares de vignes et 10 de houblon. Le vin de Magnières est réputé "fin et délicat". Les pépinières de Magnières sont réputées et exportent leur production d'arbres fruitiers dans plusieurs pays européens.
Le 14 janvier 1912 est créé un syndicat agricole. Il achète divers outils qu'il met à disposition de ses adhérents. Il rencontre un vif succès puisqu'il compte 91 membres en 1919.

## Politique et administration

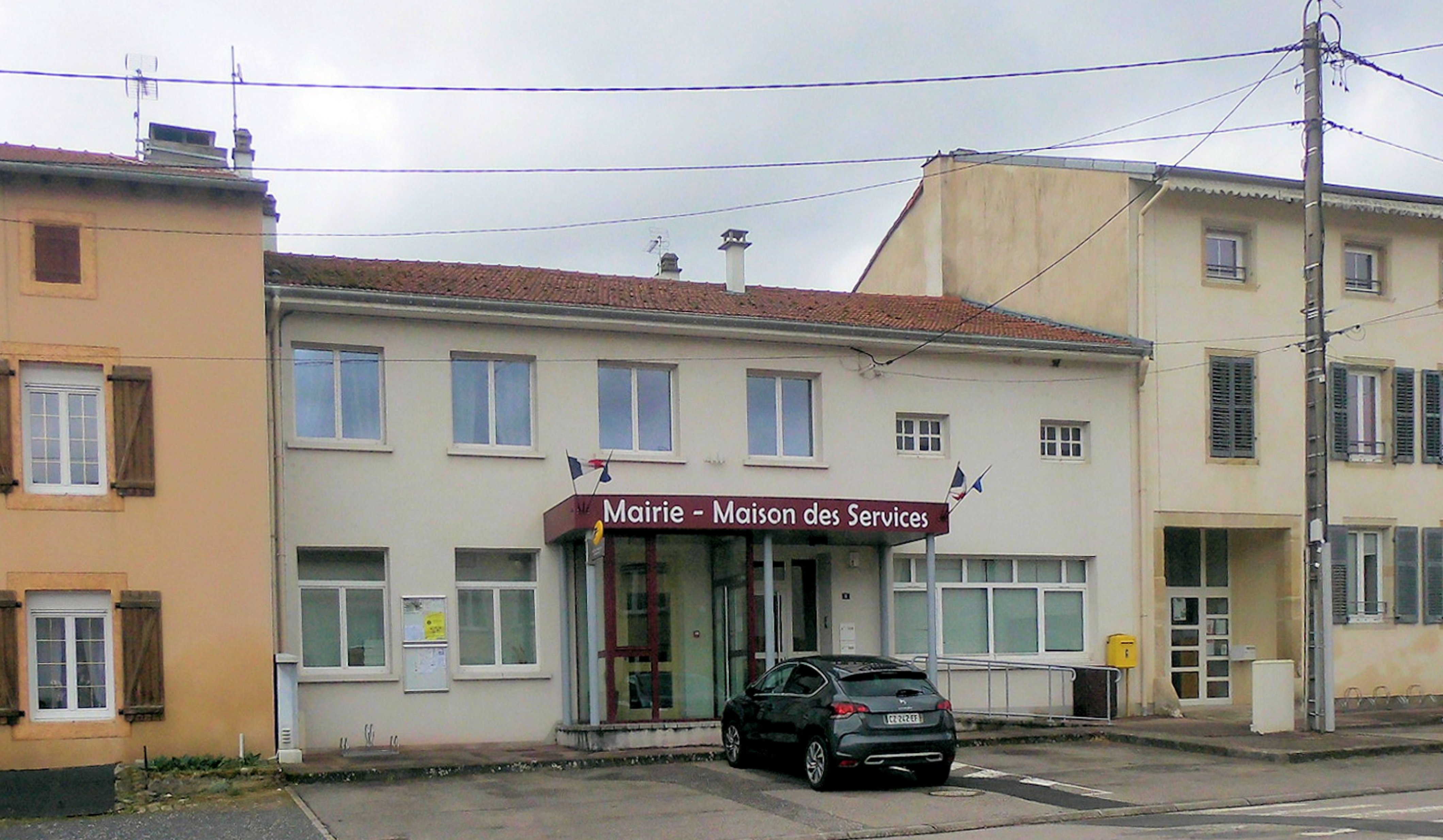
La mairie et la poste.

| Période                                  | Période    | Identité            | Étiquette | Qualité                                    |
| ---------------------------------------- | ---------- | ------------------- | --------- | ------------------------------------------ |
| Les données manquantes sont à compléter. |            |                     |           |                                            |
| avant mai 1790                           |            | Jean-Etienne Brunel |           | Tabellion du comté de Magnières            |
| 1852                                     |            | Antoine Henry       |           | nommé par le préfet ; loi du 7/7/1852      |
| 1888                                     |            | Noël                |           |                                            |
| mai 1892                                 |            | Éloi Marquis        |           |                                            |
| avant 1896                               | après 1897 | Laurent             |           |                                            |
| avant 1914                               |            | Joseph Thiébaut     |           | absent en septembre 1914 car pris en otage |
| avant 1920                               | après 1922 | G. Noël             |           |                                            |
| avant 1937                               |            | Croisier            |           |                                            |
| 1977                                     | 1983       | Roger Colin         |           |                                            |
| 1983                                     |            | François Humbert    |           |                                            |
|                                          | Juin 2006  | Danièle Guiter      |           |                                            |
| Juillet 2006                             | mai 2020   | Pascal Burgain      |           |                                            |
| mai 2020                                 | En cours   | Édouard Babel       |           |                                            |

## Population et société

### Démographie
L'évolution du nombre d'habitants est connue à travers les recensements de la population effectués dans la commune depuis 1793. Pour les communes de moins de 10 000 habitants, une enquête de recensement portant sur toute la population est réalisée tous les cinq ans, les populations de référence des années intermédiaires étant quant à elles estimées par interpolation ou extrapolation. Pour la commune, le premier recensement exhaustif entrant dans le cadre du nouveau dispositif a été réalisé en 2008.

En 2022, la commune comptait 284 habitants, en évolution de −2,07 % par rapport à 2016 (Meurthe-et-Moselle : −0,13 %, France hors Mayotte : +2,11 %).
| 1793 | 1800 | 1806 | 1821 | 1831 | 1836 | 1841 | 1846 | 1851 |
| ---- | ---- | ---- | ---- | ---- | ---- | ---- | ---- | ---- |
| 478  | 620  | 651  | 704  | 759  | 767  | 749  | 784  | 776  |

| 1856 | 1861 | 1872 | 1876 | 1881 | 1886 | 1891 | 1896 | 1901 |
| ---- | ---- | ---- | ---- | ---- | ---- | ---- | ---- | ---- |
| 748  | 741  | 671  | 663  | 641  | 622  | 585  | 562  | 500  |

| 1906 | 1911 | 1921 | 1926 | 1931 | 1936 | 1946 | 1954 | 1962 |
| ---- | ---- | ---- | ---- | ---- | ---- | ---- | ---- | ---- |
| 493  | 501  | 404  | 405  | 361  | 362  | 327  | 341  | 346  |

| 1968 | 1975 | 1982 | 1990 | 1999 | 2006 | 2008 | 2013 | 2018 |
| ---- | ---- | ---- | ---- | ---- | ---- | ---- | ---- | ---- |
| 400  | 410  | 405  | 333  | 313  | 336  | 343  | 307  | 281  |

| 2022 | - | - | - | - | - | - | - | - |
| ---- | - | - | - | - | - | - | - | - |
| 284  | - | - | - | - | - | - | - | - |

## Culture locale et patrimoine

### Lieux et monuments
- Maison forte début XVe, démolie en 1865 pour faire place à l'église actuelle
- Château XIVe, détruit au XIXe, subsistent un pavillon XVIe/XVIIe et des dépendances XVIIe.
- Vélo-rail du Val de Mortagne (draisines).
- Église Saint-Laurent XIXe, était en construction en 1870[34], remaniée après les destructions de la première guerre mondiale, de style néo-gothique ; orgue 1990, buffet en chêne massif. Fait assez rare, le tirage du 5 octobre 1864 du journal «L'Espérance» donne une description sommaire de l'église précédente[35].

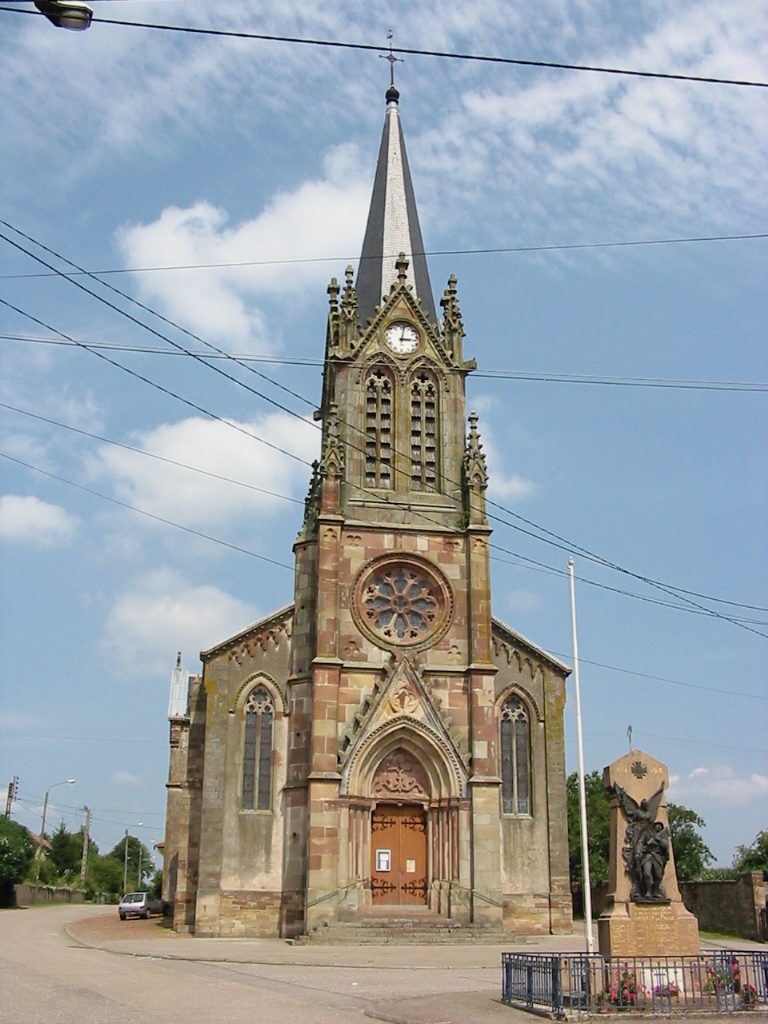
Église Saint-Laurent.
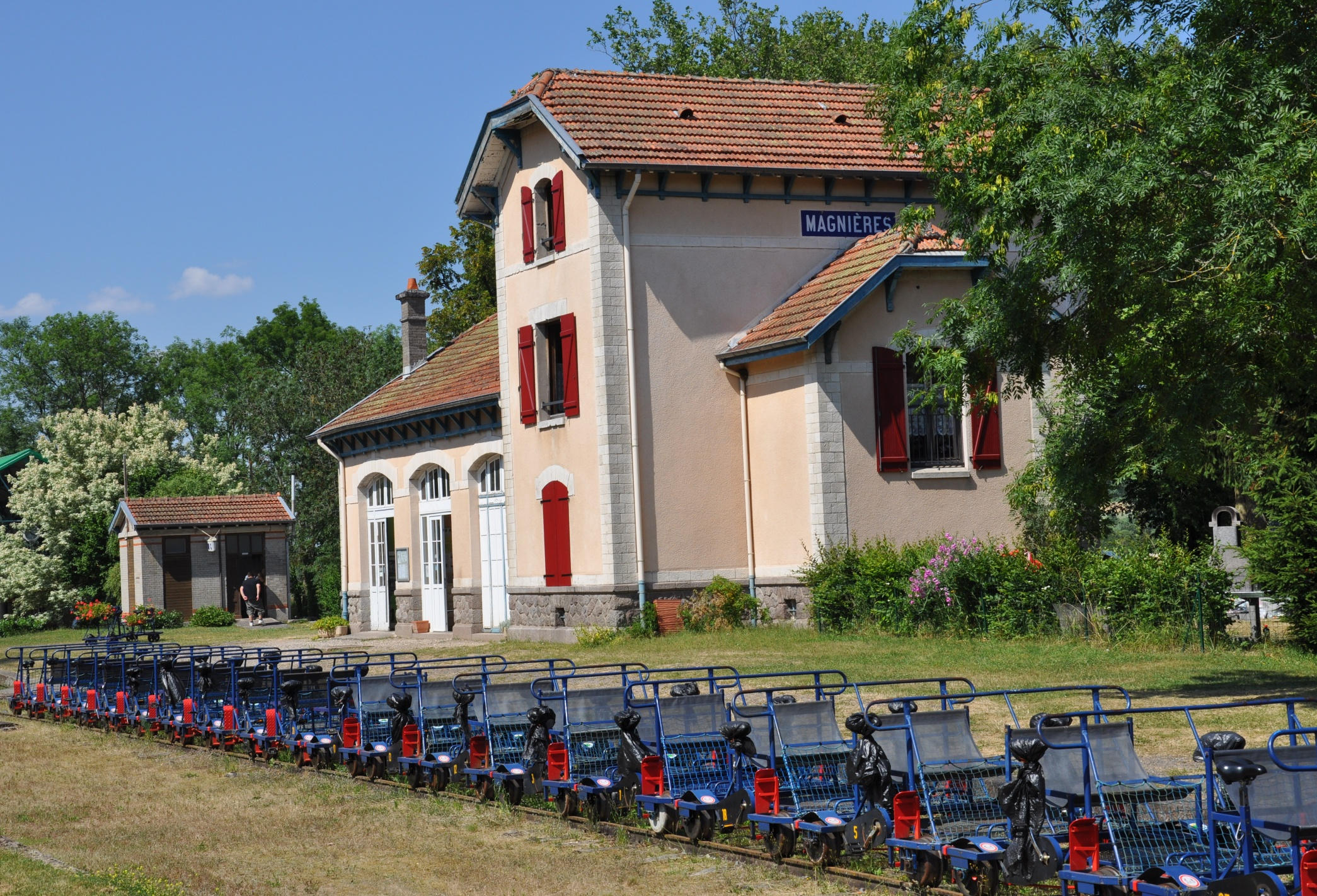
L'ancienne gare et les draisines au premier plan.

### Personnalités liées à la commune
- Le conventionnel Ignace Brunel, d'abord conseiller du roi puis magistrat avant la Révolution, il est ensuite maire de Béziers puis député de l'Hérault. Il est né à Magnières en 1742. Il se suicide à Toulon en 1795.
- Gervais Protais Brunel, frère du précédent, Dom François-Xavier en religion, eut un destin très différent. Il était prieur claustral à la Grande Trappe. Il en sort par force en 1792 et revient à Magnières. Arrêté en 1793 puis déporté en 1794, il décède le 26 août 1794 sur l'Ile Madame où il est inhumé[36],[37]. Il est élevé au rang de bienheureux le 1er octobre 1995. Il est le saint patron de la paroisse catholique qui porte son nom[38].

### Héraldique
| Blason de Magnières | Blason  | D'argent au chêne arraché de sinople ; au chef de gueules chargé de trois tourterelles d'argent. |
| Blason de Magnières | Détails | Stanislas érigea en comté la terre de Magnières en faveur de Dominique O'Heguerty qui y mourut en 1789 à 96 ans. En souvenir de son dernier seigneur, Magnières porte ses armes comme emblème communal. Le statut officiel du blason reste à déterminer. |

### Sobriquet
Les habitants avaient pour Blason populaire «les filères», qui, traduit du dialecte local, signifie « ceux qui filent la laine ou le chanvre ». Cependant, araignée se dit aussi filère en lorrain roman.